# 떠이선 농민 운동
떠이선 농민 운동이란 1771년 대월(현 베트남)의 서산채주인 호악과 그의 동생 2명이 농민, 참파의 지원을 받고 광남국을 멸망시킨 봉기를 말한다. 이 봉기는 삼형제가 대월에서 할거한 시기인, 즉 삼형제가 광남의 땅을 접수하고 찐씨 정권을 붕괴시킨 후 삼분통치를 완성한 시기 ~ 멸망(1802)까지를 포함하기도 한다.

## 전개

### 발단
18세기 광남국(대월 남부)은 9대 완왕 응우옌푹투언(예종)의 무능함과 간신 즈엉푹로앗(張福巒)의 만행, 관리들의 부패, 개인 토지를 소유한 호족들은 강제 징수와 폭정을 업으로 삼았다. 상인으로 돌아다니던 삼형제의 맏이인 호악(개명 전)은 칼 하나를 얻고 그 칼로 상족(尙族)들을 꾀어내 소수민족의 봉기를 일으켰고 이후 징세리가 된호악은 자신이 걷은 세금들을 농민들에게 뿌리고 기어이 1771년 농민군을 모집한다.

### 떠이선 왕조의 성립
- 떠이선 왕조, 태덕제, 광중제

떠이선당을 조직한 호악은 세력이 완성되자 정권을 공격했고 광남국에게 승리하여 관리들의 재산을 몰수한 다음 빈민들을 구제하고 성씨를 응우옌씨로 바꾼다. 곧이어 완주를 멸족하기 위해 찐씨 정권도 침공해오자 서산당과 찐씨는 잠시 충돌했지만 완악이 정주의 장군 황오복과 강화를 맺고 연합하여 완주를 멸망시킨다. 완악은 완씨 일족을 멸족시키고 광남국의 영토를 소유하여 삼분한다.

### 대월 통일
광남멸망전 시기의 황오복은 얼마 안가 죽었고 이후 정주에서 혼란이 발생하자 형의 명을 받은 완혜는 쇠퇴한 북방을 공격해 찐씨 정권의 왕 정종을 몰아내 정씨의 실권을 탈취하여 대월의 실질적인 지배자가 된다. 이후 황실 내에서 내분이 일어나자 완혜가 그 내분의 주동자인 응우옌흐우찐을 죽이고 서산의 탕롱 침공에 도주한 황제 소통제 일가는 청에게 지원을 요청했다.
완혜는 요청을 받아 지원해온 청나라의 20만 군대를 상대로 승리, 소통제가 청으로 망명함으로써 자연스럽게 레 왕조와 찐씨 정권이 멸망했고 북방의 영토마저 떠이선 왕조의 영역이 되었다. 사실상 대월이 다시 통일된것이지만, 넓은 영토의 통치권을 두고 형제간 갈등으로 대월은 다시금 분열되기 시작했다.

### 떠이선의 분열과 멸망
기어이 완혜는 황제를 칭해 대월이 분열되었고 떠이선 세력이 점차 약해지기 시작했다. 이후 광중제의 뒤를 이은 경성제가 귀인을 공격해 다시 서산을 통일했지만 살아남은 완씨 일족중 한명인 완복영이 피뇨의 도움으로 1802년 떠이선의 수도 탕롱을 함락함으로써 할거하던 떠이선 왕조가 멸망했고 떠이선 일족들은 멸족당했다.

## 결과
서산조가 멸망시키고 다시 고토를 수복한 완복영이 칭제하여 베트남 최후의 왕조인 응우옌 왕조가 성립되었으며 1802년 서산조가 멸망한 시점을 공식적인 대월의 멸망으로 본다.
또한 새로이 들어온 응우옌 왕조는 외세의 힘을 빌려 난을 평정했기 때문에 프랑스의 간섭이 잦았고 이는 후일 프랑스 식민지 통치의 발단이 되었다.

## 의의
왕조의 기반체제가 완전히 확립된 18세기 중 동아시아 유일하게 기존 왕조를 뒤엎고 새로운 왕조를 세운 유일한 사례이다. 떠이선 당의 난은 베트남 역사상 가장 큰 규모의 농민봉기이며 세금 감면 정책과 외세의 군대를 막아내 자주국가의 위신을 획득했다는 점에서 높이 평가받는다.

## 전투
- 광남멸망전
- 정주멸망전
- 시암-서산 전쟁
- 청월전쟁
- 서산멸망전

## 같이 보기
- 후 레 왕조
- 찐씨 정권
- 광남국
- 떠이선 왕조
- 응우옌 왕조